# The Eagle's Mate
The Eagle's Mate er en amerikansk stumfilm fra 1914 af James Kirkwood.

## Medvirkende
- Mary Pickford som Anemone Breckenridge.
- James Kirkwood som Lancer Morne.
- Ida Waterman som Sally Breckenridge.
- Robert Broderick som Abner Morne.
- Harry C. Browne som Fisher Morne.